# Labeo nigripinnis
Labeo nigripinnis és una espècie de peix de la família dels ciprínids i de l'ordre dels cipriniformes.
Els adults poden assolir els 25 cm de longitud total. És un endemisme del Pakistan.